# Herning HF & VUC
Herning HF & VUC er en gymnasial uddannelse i Herning. Der går omkring 780 elever på skolen fordelt på den 2-årige HF-uddannelse, 2-årig HF-uddannelse for unge med aspergers syndrom, HF-enkeltfag, AVU (Almen Voksen Uddannelse), FVU (Forberedende Voksen Undervisning), ordblindeundervisning og virksomhedsrettede kurser. På det 2-årige HF går der ca. 390 unge kursister, mens ca. 1.500 voksne i alle aldersgrupper i ugens løb fylder VUC-holdene.